# Hit Mania Champions 2016
Hit Mania Champions 2016 è una compilation di artisti vari facente parte della serie Hit Mania, pubblicata il 1º aprile 2016.
È stata pubblicata sia in versione singola (2 CD + rivista), sia in versione cofanetto (4 CD + rivista) che oltre "Hit Mania Champions 2016" e "Hit Mania Champions 2016 Club Version" contiene anche il CD3 con la novità: "URBANOLOGY" e il CD4 con un'altra novità: "DEEP HOUSE & TECHNO".
Quest'edizione segna il ritorno di una variazione della compilation già avvenuta nel 2006.
A partire quindi da Hit Mania 2007, gli album si dividono in 2 sezioni: la prima parte dedicata alla musica Pop, la seconda alla musica House (con Bonus Tracks inclusi), sistema poi interrotto dall'edizione estiva del 2008, che vede il ritorno di un'etichetta interamente dedicata alla musica House.
In questa edizione è presente un piccolo errore di masterizzazione, dove il CD3 e il CD4 sono stati scambiati, ovvero, URBANOLOGY contiene le tracce di DEEP HOUSE & TECHNO e viceversa.

## Tracce CD1
1. DJ Katch Feat. Greg Nice, DJ Kool & Deborah Lee - The Horns
2. Willy William - Ego (Willy William Rmx)
3. DJ Antoine - Thank You
4. Ellie Goulding - Army
5. Jonas Blue Feat. Dakota - Fast Car
6. DNCE - Cake By The Ocean
7. Sofi Tukker - Drinkee (Addal Rmx)
8. Lost Frequencies Feat. Janieck Devy - Reality
9. Feder Feat. Emmi - Blind
10. Rudimental Feat. Ed Sheeran - Lay It All On Me
11. Julian Perretta - Miracle
12. Robin Schulz Feat. Francesco Yates - Sugar
13. Justin Bieber - What Do You Mean?
14. Mika - Hurts (Rmx)
15. RÜFÜS - Say A Prayer For Me
16. Rik Spin Feat. Alessio - America Style
17. Dual Beat - I'm Shaking
18. DJ Makantony - Keep Rising
19. Vivian Grillo & DJ Tilo - Alone
20. Benny C. Feat. Alessio Buscemi - Don't Let The Sun Go Down
21. DJ Dabion - Magic Summer In The World
22. Andrea Amati - Wake Me
23. Paoletto Castro VS. Milla Sing - Pure Joy
24. Max Gazzè - Mille Volte Ancora

## Tracce CD2
1. DXP feat. Niky Mary – Universe (Vocal Remix)
2. Biagio Lisanti – Mi Amor (Dedicated To Ary Mix)
3. Soul Player – Reckless
4. Estelle vs. David Jones – Togheter
5. Mark Storm feat. Emily Sanchez – Watch Look Listen Boy
6. DJ Save feat. Trendy Boy – Night Club (Carlo Esse Remix)
7. F&M Project feat. Cristina – Foolish
8. Iolyga & Penn Side – My Freedom
9. Nario feat. Chiara Mucedola – Feel The Love
10. Iravox feat. Viola Valentino – Senza Limite (Cyber Remix)
11. Matt Garro feat. SMDJ – Second Brain
12. Miko M – Sax In Loop
13. DJ Martello & DJ Mauro Fire vs. Salvo Tozzi & Luca S feat. Michela Torrente – Touch Me
14. Laura Paternostro – Amelie (HMV)
15. Steven May & Rohand – Party People
16. DJ Dimi feat. Raffy MC – Don't You Hear Me
17. Aletanz feat. Veila – Te Quiero Mas
18. Marco GRS vs. DJ Martello & DJ Mauro Fire feat. Sara Manzoeto – Lose Control
19. Steven May & Rohand – I Want You To Stay
20. Lara – My Mystery
21. Piccolo & Di Salvo feat. Sly K – How I Feel
22. Romay – Fruity Pizza
23. Michelle – Ritual
24. NuMa & Mr. Frog – I'll Be Waiting